# Caso Goodridge v. Department of Public Health
O caso Goodridge v. Department of Public Health é um caso histórico [en] da Supremo Tribunal Judicial de Massachusetts, no qual o tribunal decidiu que a Constituição de Massachusetts [en] obriga o estado a reconhecer legalmente o casamento entre pessoas do mesmo sexo. A decisão, proferida em 18 de novembro de 2003, foi a primeira de uma corte suprema estadual nos Estados Unidos a estabelecer o direito de casais do mesmo sexo de se casarem. Apesar de várias tentativas de postergar ou reverter a decisão, as primeiras licenças de casamento para casais do mesmo sexo foram emitidas em 17 de maio de 2004, e a decisão está em pleno vigor desde então.

## O caso
Em 11 de abril de 2001, a organização Advocates e Defensores Gays e Lésbicas [en] (GLAD) entrou com uma ação no Tribunal Superior contra o Departamento de Saúde Pública de Massachusetts em nome de sete casais do mesmo sexo, todos residentes do estado, que tiveram suas licenças de casamento negadas em março e abril de 2001. Todos os demandantes mantinham relacionamentos de longa data com seus parceiros, e quatro dos casais estavam criando, juntos, um total de cinco filhos. O departamento era responsável por definir as políticas que orientam os cartórios municipais na emissão de licenças de casamento.

Após uma audiência realizada em março de 2002, na qual a advogada da GLAD, Jennifer Levi, defendeu os casais demandantes, o juiz do Tribunal Superior, Thomas Connolly, decidiu em favor do Departamento de Saúde em 7 de maio de 2002. Em sua sentença, ele escreveu: "Embora este tribunal compreenda os motivos pelos quais os demandantes solicitam a reversão da tradição legal centenária do estado de restringir o casamento a casais de sexos opostos, tal pedido deve ser dirigido à Assembleia Legislativa, e não aos tribunais." Ele observou que a legislatura havia rejeitado recentemente uma proposta de lei sobre casamento entre pessoas do mesmo sexo e defendeu essa decisão como racional, fundamentada na definição histórica de casamento e em sua associação com a criação de filhos:
Considerando que a procriação é o propósito central do casamento, é racional que a legislatura limite o casamento a casais de sexos opostos, que, teoricamente, são capazes de procriar. Além disso, como casais do mesmo sexo não podem procriar por conta própria e, portanto, dependem de meios inerentemente mais complexos para ter filhos, é também racional presumir que esses casais têm menor probabilidade de ter filhos ou, pelo menos, de ter tantos filhos quanto casais de sexos opostos.
Os demandantes apelaram diretamente à Supremo Tribunal Judicial de Massachusetts (SJC), que realizou uma audiência em 4 de março de 2003. Mary Bonauto [en], da GLAD, defendeu a causa em nome dos demandantes, enquanto a procuradora-geral assistente Judith Yogman representou o Departamento de Saúde Pública.
O procurador-geral de Massachusetts, Tom Reilly [en], argumentou em seu parecer que o tribunal deveria respeitar o julgamento da legislatura sobre o "interesse público mais amplo" e reconhecer que "casais do mesmo sexo não podem procriar por conta própria e, portanto, não podem cumprir o 'objetivo principal' do casamento, conforme historicamente entendido".
Pareceres de amicus curiae foram apresentados em nome de diversas organizações e indivíduos, incluindo a Ordem dos Advogados de Boston, a Ordem dos Advogados de Massachusetts, a Liga Urbana do Leste de Massachusetts, o Instituto da Família de Massachusetts, a Associação Nacional para Pesquisa e Terapia da Homossexualidade, a Fundação pelo Bem Comum, a Aliança de Cidadãos de Massachusetts, a Liga de Ação Católica de Massachusetts, a Fundação Jurídica Nacional, o Projeto de Lei do Casamento, a Coalizão Religiosa pela Liberdade de Casar, a Comissão de Ética e Liberdade Religiosa, a Coalizão Gay e Lésbica do Québec, a Fundação pelo Mercado Livre, a Sociedade Psiquiátrica de Massachusetts, a Agudath Israel da América, diversos procuradores-gerais (incluindo os de Nebraska, Utah e Dakota do Sul), além de várias pessoas físicas.

## Decisão
Em 18 de novembro de 2003, a Supremo Tribunal Judicial de Massachusetts, por uma votação de 4 a 3, decidiu que excluir casais do mesmo sexo do casamento é inconstitucional. O tribunal afirmou que lhe foi solicitado determinar se Massachusetts poderia "negar as proteções, benefícios e obrigações conferidos pelo casamento civil a dois indivíduos do mesmo sexo que desejam se casar. Concluímos que não pode. A Constituição de Massachusetts reafirma a dignidade e a igualdade de todos os indivíduos. Ela proíbe a criação de cidadãos de segunda classe." Os demandantes haviam pedido ao tribunal que declarasse que a negativa de licenças de casamento a casais do mesmo sexo violava a lei de Massachusetts. Em vez disso, a decisão afirmou: "Declaramos que impedir um indivíduo de acessar as proteções, benefícios e obrigações do casamento civil unicamente porque essa pessoa se casaria com alguém do mesmo sexo viola a Constituição de Massachusetts."
O tribunal suspendeu a implementação de sua decisão por 180 dias, permitindo que a legislatura estadual "tomasse as medidas que julgasse apropriadas à luz desta opinião." As reações incluíram especulações de que a legislatura poderia seguir o exemplo de Vermont e instituir uniões civis nesse período. No entanto, o presidente do Senado estadual, Robert Travaglini [en], afirmou que "a força da linguagem e a profundidade da decisão" indicavam que o casamento, e não um substituto, "é o desejo do tribunal." Arthur Miller, professor de direito da Harvard, sugeriu que a legislatura poderia explorar a divisão de 4 a 3 no tribunal para obter aceitação de um status semelhante ao casamento, mas com outro nome.

### Opinião majoritária
A presidente da Suprema Corte, Margaret Marshall [en], redigiu a opinião majoritária, com a adesão dos juízes Roderick L. Ireland, Judith A. Cowin e John M. Greaney. Embora os argumentos e a decisão se baseassem inteiramente em questões de direito estadual, Marshall citou, ao discutir o dever do tribunal, a decisão da Suprema Corte dos EUA em junho anterior no caso Lawrence v. Texas, que invalidou leis contra sodomia: "Nossa preocupação é com a Constituição de Massachusetts como um estatuto de governança para todas as pessoas sob sua jurisdição. 'Nossa obrigação é definir a liberdade de todos, não impor nosso próprio código moral.'" Ela rejeitou a alegação dos demandantes de que a lei estadual de licenciamento de casamentos, que menciona o casamento sem especificar o gênero das partes, poderia ser interpretada para permitir casamentos entre pessoas do mesmo sexo. A ausência de uma definição, escreveu ela, indica que a legislatura usou o termo "casamento" em seu "significado comum e cotidiano no direito consuetudinário".
Ao analisar se a negativa do estado aos direitos de casamento para casais do mesmo sexo violava as garantias de igualdade de proteção e devido processo legal da Constituição estadual, Marshall observou que "a Constituição de Massachusetts protege as liberdades individuais contra a interferência do governo com tanto ou maior rigor que a Constituição Federal, mesmo quando ambas usam linguagem essencialmente idêntica". Sobre o padrão de revisão apropriado, ela concluiu que não era necessário determinar se as reivindicações dos demandantes justificavam uma revisão estrita (strict scrutiny), um padrão mais rigoroso que o usual, pois a política de casamento do estado não atendia ao padrão mais básico de revisão, a base racional.
Marshall examinou e refutou as três justificativas apresentadas pelo Departamento de Saúde Pública (DPH) para sua política de licenciamento de casamentos: "(1) proporcionar um 'ambiente favorável à procriação'; (2) garantir o ambiente ideal para a criação de filhos, definido pelo departamento como 'uma família com dois pais, um de cada sexo'; e (3) preservar recursos financeiros escassos do estado e do setor privado". Sobre a primeira justificativa, ela argumentou que ela presume incorretamente que o estado privilegia "a relação sexual heterossexual com fins procriativos entre pessoas casadas". Ao contrário, "a fertilidade não é uma condição para o casamento, nem motivo para divórcio. Pessoas que nunca consumaram seu casamento, e que nunca planejam fazê-lo, podem se casar e permanecer casadas". A ideia de que "'o casamento é procriação'", escreveu ela, "confere um selo oficial de aprovação ao estereótipo destrutivo de que relacionamentos entre pessoas do mesmo sexo são inerentemente instáveis e inferiores aos relacionamentos heterossexuais, não sendo dignos de respeito". Quanto à segunda justificativa, que o casamento entre um homem e uma mulher seria o "ambiente ideal para a criação de filhos", ela considerou-a irrelevante, já que negar licenças de casamento a uma classe de pessoas não afeta os padrões de casamento da outra classe. Além disso, ela refutou essa alegação com base em várias leis de Massachusetts e no princípio do "melhor interesse da criança". Marshall usou o argumento contra o DPH: "a tarefa de criar filhos para casais do mesmo sexo é infinitamente mais difícil devido ao seu status de excluídos das leis de casamento". Ela concluiu que "não pode ser racional, sob nossas leis, e de fato não é permitido, penalizar crianças privando-as de benefícios estatais porque o estado desaprova a orientação sexual de seus pais". A terceira justificativa foi descartada como uma generalização injustificada sobre a interdependência econômica de parceiros do mesmo sexo. Mais adiante na opinião, ela resumiu essa análise, afirmando que os argumentos do DPH eram "flagrantemente contrários à rede abrangente de leis vigorosas e neutras em relação ao gênero que promovem famílias estáveis e o melhor interesse das crianças".

Respondendo às preocupações expressas em diversos pareceres de amicus curiae sobre o potencial dano que o casamento entre pessoas do mesmo sexo poderia causar à instituição do casamento, a juíza Marshall escreveu:
Aqui, os demandantes buscam apenas se casar, não minar a instituição do casamento civil. Eles não desejam abolir o casamento. Não contestam a natureza binária do casamento, as disposições sobre consanguinidade ou qualquer outra cláusula restritiva da lei de licenciamento de casamento. Reconhecer o direito de um indivíduo de se casar com uma pessoa do mesmo sexo não diminuirá a validade ou a dignidade do casamento entre pessoas de sexos opostos, assim como reconhecer o direito de um indivíduo de se casar com uma pessoa de uma raça diferente não desvaloriza o casamento de alguém que se casa com uma pessoa da mesma raça. Pelo contrário, estender o casamento civil a casais do mesmo sexo reforça a importância do casamento para indivíduos e comunidades. O fato de casais do mesmo sexo estarem dispostos a abraçar as solenes obrigações do casamento, como exclusividade, apoio mútuo e compromisso recíproco, é um testemunho do lugar duradouro do casamento em nossas leis e no espírito humano.
Em seguida, ela revisou a história do direito constitucional como "'a história da extensão de direitos e proteções constitucionais a pessoas outrora ignoradas ou excluídas'", citando novamente a Suprema Corte dos EUA no caso United States v. Virginia [en]. Ela mencionou exemplos relacionados ao casamento, como a aquisição de status jurídico pelas mulheres casadas independentemente de seus maridos, a invalidação de leis contra miscigenação e a introdução do divórcio sem culpa. Quanto à possibilidade de criar conflitos com as leis de outros estados, ela escreveu:
Não presumiríamos ditar como outro estado deve reagir à decisão de hoje. Contudo, considerações de cortesia interestadual não devem nos impedir de garantir aos residentes de Massachusetts a plena proteção prevista pela Constituição de Massachusetts. A genialidade do nosso sistema federal é que cada Constituição estadual tem vitalidade própria, específica às suas tradições, e que, sujeito aos requisitos mínimos da Décima Quarta Emenda, cada estado é livre para abordar questões complexas de liberdade individual conforme exigido por sua própria Constituição.
Ela resumiu a decisão do tribunal:
A proibição do casamento impõe um prejuízo profundo e duradouro a um segmento muito real da comunidade, sem qualquer razão racional. A ausência de qualquer relação razoável entre, de um lado, a desqualificação absoluta de casais do mesmo sexo que desejam contrair casamento civil e, de outro, a proteção da saúde pública, segurança ou bem-estar geral, sugere que a restrição ao casamento está enraizada em preconceitos persistentes contra pessoas que são (ou que se acredita serem) homossexuais [...] Limitar as proteções, benefícios e obrigações do casamento civil a casais de sexos opostos viola os princípios fundamentais de liberdade individual e igualdade perante a lei, protegidos pela Constituição de Massachusetts.
Ao considerar o alívio a ser concedido aos demandantes, ela observou que a Corte de Apelação de Ontário havia "refinado o significado do casamento no direito consuetudinário" e, em seguida, apresentou a definição do tribunal: "Interpretamos o casamento civil como a união voluntária de duas pessoas como cônjuges, com exclusão de todas as demais." A legislatura manteve sua "ampla discricionariedade para regular o casamento".

### Voto concorrente
O juiz John M. Greaney redigiu um voto concorrente no qual afirmou compartilhar grande parte da análise da juíza Marshall, mas considerou a negativa de licenças de casamento a casais do mesmo sexo como uma forma de discriminação por gênero: "As leis de casamento proíbem alguns solicitantes, como os demandantes, de obterem uma licença de casamento, e essa proibição baseia-se exclusivamente no gênero dos solicitantes." Para ele, como "as proteções constitucionais se estendem a indivíduos, e não a categorias de pessoas", Massachusetts não estava discriminando com base na orientação sexual, mas restringindo a escolha de cônjuge de uma pessoa com base no gênero, uma classificação que, em sua visão, o estado não justificou.

### Votos dissidentes
Os juízes Robert J. Cordy, Francis X. Spina e Martha Sosman apresentaram votos dissidentes em relação à decisão do tribunal.
O juiz Cordy argumentou que "a legislatura poderia concluir racionalmente que isso promove o propósito legítimo do estado de garantir, promover e apoiar uma estrutura social ideal para a criação e educação de filhos". Ele prosseguiu afirmando que "este caso não trata de intrusões do governo em questões de liberdade pessoal", mas sim "sobre se o estado deve endossar e apoiar [as escolhas de casais do mesmo sexo] ao alterar a instituição do casamento civil para tornar seus benefícios, obrigações e responsabilidades aplicáveis a eles".
O juiz Spina escreveu que "[o que está em jogo neste caso não é o tratamento desigual de indivíduos ou se os direitos individuais foram indevidamente onerados, mas o poder da legislatura de efetuar mudanças sociais sem interferência dos tribunais, conforme o artigo 30 da Declaração de Direitos de Massachusetts". Ele afirmou que "o poder de regular o casamento cabe à legislatura, não ao judiciário".
A juíza Sosman observou que "[as pessoas são, naturalmente, livres para criar seus filhos em diversas estruturas familiares, desde que não estejam literalmente prejudicando seus filhos ao fazê-lo. Mas isso não significa que o estado seja obrigado a oferecer formas idênticas de incentivo, endosso e apoio a todas as infinitas variedades de estruturas domésticas que uma sociedade livre permite". Ela argumentou que, "[na ausência de consenso sobre a questão, ou unanimidade entre cientistas que estudam o tema, ou um período mais prolongado de observação dessa nova estrutura familiar, é racional que a legislatura adie qualquer redefinição do casamento que inclua casais do mesmo sexo até que se tenha certeza de que tal redefinição não terá consequências sociais indesejadas e não intencionais". Ela concluiu que, "[como uma questão de história social, a opinião [da maioria] pode representar um grande ponto de virada que muitos celebrarão como um passo tremendo em direção a uma sociedade mais justa. Como uma questão de jurisprudência constitucional, no entanto, o caso se destaca como uma aberração".

## Reações e primeiros casamentos entre pessoas do mesmo sexo
Alan Wolfe, professor de ciência política no Boston College, reagiu à decisão com uma previsão: "Isso se aproxima de um terremoto político. Acho que é exatamente o tipo de material para uma reação contrária." O juiz Roderick L. Ireland, que votou com a maioria, relatou ter recebido ameaças de morte após a decisão. Em seu discurso sobre o Estado da União em 20 de janeiro de 2004, o presidente George W. Bush fez alusão aos eventos em Massachusetts: "Juízes ativistas [...] começaram a redefinir o casamento por ordem judicial, sem consideração pela vontade do povo e seus representantes eleitos. Em uma questão de tamanha relevância, a voz do povo deve ser ouvida. Se os juízes insistirem em impor sua vontade arbitrária sobre o povo, a única alternativa restante seria o processo constitucional. Nossa nação deve defender a santidade do casamento."
Uma pesquisa realizada com residentes de Massachusetts nos dias 19 e 20 de novembro revelou que 50% apoiavam a decisão, 38% eram contrários e 11% não tinham opinião; 53% se opunham à proposta de emenda constitucional, enquanto 36% a apoiavam; 53% acreditavam que a legislatura deveria apenas ajustar a lei estadual para se conformar à opinião da Suprema Corte Judicial (SJC), enquanto 16% queriam que o governador e os legisladores resistissem à implementação da decisão, e 23% desejavam que fossem concedidos benefícios a casais do mesmo sexo, reservando o termo "casamento" para casais de sexos opostos.
A SJC havia suspendido a implementação de sua decisão por 180 dias para permitir que a legislatura respondesse conforme julgasse necessário. Em 11 de dezembro de 2003, o Senado estadual perguntou à SJC se a criação de uniões civis para casais do mesmo sexo atenderia aos requisitos da decisão. Em 4 de fevereiro de 2004, a SJC respondeu que as uniões civis não seriam suficientes para cumprir sua determinação no caso Goodridge. Os quatro juízes que formaram a maioria na decisão escreveram: "A dissimilaridade entre os termos 'casamento civil' e 'união civil' não é inócua; é uma escolha deliberada de linguagem que reflete uma clara atribuição de status de segunda classe a casais do mesmo sexo, em grande parte homossexuais." Eles continuaram: "Por nenhuma razão racional, as leis de casamento do estado discriminam contra uma classe definida; nenhum ajuste linguístico eliminará essa mácula."
O governador republicano Mitt Romney respondeu à declaração da Suprema Corte Judicial (SJC) de fevereiro de 2004, que considerou as uniões civis uma resposta insuficiente à decisão do caso Goodridge, com um pronunciamento apoiando uma emenda à Constituição estadual de Massachusetts para anular a decisão do tribunal. Sua declaração afirmou: "O povo de Massachusetts não deve ser excluído de uma decisão tão fundamental para nossa sociedade quanto a definição de casamento." Em 24 de fevereiro, o presidente George W. Bush, pela primeira vez, endossou uma Emenda Federal do Casamento [en] à Constituição dos EUA que definiria o casamento como a união entre um homem e uma mulher, mas permitiria aos estados a opção de criar outros arranjos legais para casais do mesmo sexo. O casamento entre pessoas do mesmo sexo ganhou relevância nacional quando autoridades públicas em várias jurisdições permitiram que mais de 7.000 casais do mesmo sexo se casassem, incluindo em São Francisco (12 de fevereiro a 11 de março); Condado de Sandoval, Novo México (20 de fevereiro); New Paltz, Nova York (27 de fevereiro); Condado de Multnomah, Oregon (3 de março); e Asbury Park, Nova Jersey (8 de março).
A legislatura não tomou nenhuma medida para implementar a decisão de Goodridge ou para impedir sua execução antes que o estado começasse a emitir licenças de casamento para casais do mesmo sexo em 17 de maio de 2004. A cobertura jornalística dos eventos daquele dia em Massachusetts foi extensa, embora limitada fora dos Estados Unidos. As três principais redes de televisão iniciaram seus telejornais noturnos com a cobertura dos casamentos, e a notícia foi manchete no Washington Post e no New York Times.

## Ações judiciais e propostas de Emendas Constitucionais
Opositores da decisão solicitaram que tribunais federais anulassem a decisão da Suprema Corte Judicial (SJC). Uma ação movida pela organização conservadora Liberty Counsel [en], em nome da Liga de Ação Católica e onze membros da legislatura, argumentou que a SJC privou o povo de Massachusetts de seu direito a uma "Forma Republicana de Governo", conforme garantido pelo Artigo IV da Constituição dos EUA, ao recusar suspender sua decisão para permitir um referendo para emendar a Constituição estadual. Em maio de 2004, o juiz do Tribunal Distrital dos EUA, Joseph Tauro, negou o pedido de uma liminar para adiar a implementação da decisão, assim como fez a Corte de Apelações do Primeiro Circuito em junho. A Suprema Corte dos EUA recusou-se a julgar o caso, sem comentários, em novembro. Outros opositores do casamento entre pessoas do mesmo sexo formaram a VoteOnMarriage.org [en] para promover a adoção de uma emenda à Constituição estadual que proibisse o casamento entre pessoas do mesmo sexo.
Em 17 de junho de 2004, a GLAD entrou com outra ação em nome de oito casais do mesmo sexo com laços com Massachusetts, mas não residentes do estado. A ação contestava uma lei de 1913 [en] que negava licenças de casamento a qualquer pessoa cujo casamento não fosse válido em seu estado de residência. Em 30 de março de 2006, a SJC manteve a aplicação da lei aos casamentos de casais do mesmo sexo no caso Cote-Whitacre v. Department of Public Health, embora a decisão tenha sido complicada pela incerteza sobre o reconhecimento de casamentos entre pessoas do mesmo sexo em Nova York e Rhode Island. A lei foi revogada em 31 de julho de 2008.
Opositores do casamento entre pessoas do mesmo sexo buscaram reverter a decisão de Goodridge por meio de uma emenda à Constituição estadual, um processo prolongado em Massachusetts que exige aprovação repetida pela legislatura antes de ser submetido a votação popular. Eles utilizaram ambos os métodos previstos pela Constituição de Massachusetts. Primeiro, os legisladores elaboraram uma linguagem de compromisso que proibia o casamento entre pessoas do mesmo sexo e permitia uniões civis, com a condição de que uniões civis entre pessoas do mesmo sexo não fossem reconhecidas como casamentos para fins federais. Essa proposta de emenda precisava ser aprovada por maioria em duas sessões conjuntas consecutivas da legislatura, mas, após ser aprovada na primeira vez, fracassou na segunda vez em 14 de setembro de 2005, quando o compromisso colapsou.
Em segundo lugar, os opositores do casamento entre pessoas do mesmo sexo propuseram uma linguagem que definia o casamento como a união entre um homem e uma mulher, sem menção a uniões civis. Ao coletarem assinaturas suficientes em petições, sua emenda exigia apenas 25% dos votos dos legisladores em duas sessões conjuntas consecutivas. Essa emenda obteve os votos necessários na primeira vez, mas falhou na segunda vez, quando 45 legisladores votaram a favor da emenda e 151 contra, em 14 de junho de 2007.

## Impacto
Mais de 10.000 casais do mesmo sexo se casaram em Massachusetts nos primeiros quatro anos após a legalização desses casamentos, em 17 de maio de 2004. Aproximadamente 6.100 casamentos ocorreram nos primeiros seis meses, e a taxa continuou em cerca de 1.000 por ano.
Até junho de 2015, os casamentos entre pessoas do mesmo sexo foram legalizados em todo os EUA quando a Suprema Corte decidiu, no caso Obergefell v. Hodges, que as proibições estaduais ao casamento entre pessoas do mesmo sexo eram inconstitucionais.

Nos anos seguintes à decisão Goodridge, algumas celebrações de casamento incorporaram trechos da decisão. Por exemplo:
O casamento civil é, ao mesmo tempo, um compromisso profundamente pessoal com outro ser humano e uma celebração altamente pública dos ideais de mutualidade, companheirismo, intimidade, fidelidade e família. Como atende aos anseios por segurança, refúgio seguro e conexão que expressam nossa humanidade comum, o casamento civil é uma instituição estimada, e a decisão de se casar e com quem casar está entre os atos mais significativos de autodefinição da vida.

## Demandantes
Os demandantes foram Gloria Bailey e Linda Davies; Maureen Brodoff e Ellen Wade; Hillary Goodridge e Julie Goodridge; Gary Chalmers e Richard Linnell; Heidi Norton e Gina Smith; Michael Horgan e Edward Balmelli; e David Wilson e Robert Compton. Julie e Hillary Goodridge se casaram em 17 de maio de 2004, o primeiro dia em que o estado emitiu licenças de casamento para casais do mesmo sexo, assim como os outros seis casais demandantes. As Goodridges se separaram amigavelmente em julho de 2006 e se divorciaram em julho de 2009.